# آتیم
آتیم (انگلیسی: Ateme) شرکت فناوری اطلاعات فرانسوی است، که در سال ۱۹۹۱ تأسیس شد.